# Cmentarz wojenny nr 367 – Mordarka
Cmentarz wojenny nr 367 – Mordarka – był to austriacki cmentarz wojenny z okresu I wojny światowej wybudowany przez Oddział Grobów Wojennych C. i K. Komendantury Wojskowej w Krakowie na terenie jego okręgu X Limanowa.
Znajdował się po południowej stronie dzisiejszej ul. Matki Boskiej Bolesnej, we wschodniej części Limanowej, ówcześnie był to obszar wsi Mordarka.
W XVI wieku zbudowano w Mordarce drewnianą kaplicę Matki Bożej Bolesnej, którą na przełomie XVIII i XIX wieków zastąpiono murowaną. 
Podczas Wielkiej Wojny obok kaplicy, na lewo od wejścia, pochowano 5 żołnierzy cesarsko-królewskiej armii poległych 11 grudnia 1914 roku w bitwie pod Limanową, tworząc niewielką nekropolię. Żołnierze służyli w 59 pułku piechoty oraz w 17 pułku piechoty Landwehry.
Cmentarz o powierzchni około 10 m², powstał na planie prostokąta. Został ogrodzony czterema betonowymi słupkami połączonymi rurami. Przy ścianie kaplicy, na niewielkim postumencie, umieszczono metalowy krzyż z mieczy. Cmentarz projektował Gustaw Ludwig.
W okresie międzywojennym prochy żołnierzy ekshumowano i złożono na cmentarzu wojennym nr 366 – Limanowa. 